# Volksbank Trier
Die Volksbank Trier eG war eine selbständige Genossenschaftsbank in der Region Trier.
Sie fusionierte im Juni 2024 mit der Volksbank Eifel zur Volksbank Trier Eifel.

## Geschichte
Die Geschichte der Volksbank Trier ist geprägt von zahlreichen Fusionen – sie entstand aus 77 Einzelbanken, die sich von Hetzerath bis Freudenburg und von Ralingen bis Hermeskeil erstreckten. Gegründet wurde das Kreditinstitut 1904. 
Die Einzelbanken waren:
Raiffeisenkasse Euren,
Raiffeisenkasse Zewen,
Raiffeisenkasse Igel,
Raiffeisenkasse Mesenich,
Raiffeisenkasse Langsur,
Raiffeisenkasse Trierweiler-Neuhaus,
Spar- und Kreditbank Kordel,
Raiffeisenkasse Butzweiler,
Raiffeisenkasse Zemmer-Rodt,
Raiffeisenkasse Waldrach,
Raiffeisenkasse Mertesdorf,
Raiffeisenkasse Morscheid/Riveris,
Raiffeisenkasse Gutweiler in Korlingen,
Raiffeisenkasse Osburg,
Raiffeisenkasse Pluwig,
Raiffeisenkasse Hetzerath,
Föhrener Spar- & Darlehnskassenverein,
Sehlemer-Escher Spar- & Darlehnskassenverein,
Rivenicher Spar- & Darlehnskassenverein,
Raiffeisenkasse Bekond,
Raiffeisenbank Fell,
Raiffeisenbank Longuich,
Bezugs- & Absatzgenossenschaft Farschweiler,
Raiffeisenkasse Riol,
Raiffeisenkasse Thomm,
Raiffeisenbank Schweich,
Raiffeisenkasse Kenn,
Spar- & Darlehnskassenverein Issel,
Raiffeisenbank Konz-Oberemmel,
Raiffeisenkasse Pellingen,
Raiffeisenkasse Niedermennig,
Volksbank der Pfarrgemeinde St. Matthias,
Bank für Handel & Gewerbe Trier,
Spar- und Kreditkasse Kürenz,
Raiffeisenkasse Franzenheim,
Raiffeisenkasse Irsch,
Raiffeisenkasse Tarforst,
Spar- und Kreditkasse Ehrang,
Raiffeisenkasse Konz,
Bankverein Hermeskeil,
Raiffeisenkasse Mandern,
Raiffeisenkasse Schillingen-Kell,
Raiffeisenkasse Lampaden,
Raiffeisenkasse Schöndorf,
Raiffeisenkasse Hentern,
Raiffeisenkasse Waldweiler,
Raiffeisenkasse Geisfeld,
Raiffeisenkasse Rascheid,
Raiffeisenkasse Beuren (Hochwald),
Raiffeisenkasse Reinsfeld,
Raiffeisenkasse Gusenburg,
Raiffeisenkasse Grimburg,
Raiffeisenkasse Züsch,
Raiffeisenlager Hermeskeil (Löwenburg),
Raiffeisenkasse Tawern,
Raiffeisenkasse Könen,
Raiffeisenkasse Wasserliesch,
Raiffeisenkasse Temmels,
Raiffeisenkasse Nittel,
Raiffeisenkasse Wincheringen,
Raiffeisenkasse Merzkirchen,
Raiffeisenkasse Helfant,
Raiffeisenkasse Palzem-Wehr,
Raiffeisenkasse Irsch,
Raiffeisenkasse Greimerath,
Raiffeisenkasse Zerf,
Spar- und Kreditbank Saarburg,
Raiffeisenkasse Serrig,
Raiffeisenkasse Trassem-Perdenbach,
Raiffeisenkasse Ockfen,
Raiffeisenkasse Ayl,
Raiffeisenkasse Taben,
Raiffeisenkasse Könen,
Raiffeisenkasse Schoden,
Raiffeisenkasse Freudenburg,
Raiffeisenkasse Kanzem,
Raiffeisenkasse Oberbillig;
Es gab mehrere Fusionswellen. Die neuen Institute waren nach der Fusion I.:
Raiffeisenbank Zewen-Euren-Igel eG,
Raiffeisenbank Trier eG,
Volksbank Kordel eG,
Raiffeisenbank Ruwertal eG Waldrach,
Raiffeisenbank Hetzerath eG,
Raiffeisenbank Fell-Longuich eG,
Raiffeisenbank Schweich eG,
Volksbank Hermeskeil eG,
Raiffeisenbank Vorderer Hochwald eG Mandern,
Raiffeisenbank Hochwald eG Reinsfeld,
Raiffeisenkasse Tawern eG,
Raiffeisenbank Obermosel-Saargau eG Nittel,
Raiffeisenbank Irsch-Greimerath-Zerf eG,
Volksbank Saarburg eG;
Fusion II., es entstanden:
Raiffeisenbank Trier eG,
Raiffeisenbank Schweich-Ruwertal eG,
Raiffeisenbank Konz-Oberemmel eG,
Volksbank Trier eG,
Volksbank Hochwald eG Hermeskeil,
Volksbank Saarburg eG;
Fusion III., es entstanden:
Volksbank Trier eG,
Volksbank Hochwald-Saarburg eG;
Diese beiden Banken fusionierten zum 1. Januar 2015 zur neuen Volksbank Trier.
Die Fusion der Volksbank Trier mit der Volksbank Eifel zur neuen Volksbank Trier Eifel erfolgte im Juni 2024.

## Struktur
Mit über 39.000 Mitgliedern war die Volksbank Trier eG seinerzeit die größte Personenvereinigung der Region. Diese Mitglieder bestimmen nach dem Genossenschaftsgesetz und der Satzung über die Vertreterversammlung und Aufsichtsrat die Geschäftspolitik der Bank.

## Verbundpartner
- Bausparkasse Schwäbisch Hall
- DZ Bank
- DZ Privatbank
- EasyCredit
- R+V Versicherung
- Union Investment
- VR Smart Finanz
- DZ Hyp
- Münchener Hypothekenbank